# When Glasses Are Not Glasses
When Glasses Are Not Glasses è un cortometraggio muto del 1913 diretto da Van Dyke Brooke e sceneggiato da W.A. Tremayne

## Produzione
Il film fu prodotto dalla Vitagraph Company of America.

## Distribuzione
Distribuito dalla General Film Company, il film - un cortometraggio in una bobina - uscì nelle sale cinematografiche statunitensi il 25 agosto 1913.